# 歐陽守道
歐陽守道（?—?），初名巽，字公叔，一字迂文，人称巽斋先生，吉州（今江西吉安）人。
少孤力學，事母至孝，在私塾教書，每餐吃素，留下鱼肉带回家给母亲。不到三十歲，以德行为鄉郡儒宗。嘉熙四年（1240年）貢於鄉。淳祐元年（1241年）進士及第，授雩都主簿，調贛州司户。淳祐二年（1242年），吉州知府江萬里聘請歐陽守道回鄉，擔任第一任白鷺洲書院的山長。文天祥、邓光荐、刘辰翁等皆出其門下。欧阳守道一生廉潔無私，清貧如洗，侄兒沒錢结婚，靠文天祥援助才将婚事办成。